# جنیفر دکر
ژنیفر دیکر (به فرانسوی: Jennifer Decker) زادهٔ ۳ ژانویه ۱۹۸۳ بازیگر زن فرانسوی است.

## زندگی‌نامه
ژنیفر در سال ۲۰۰۳ اولین فیلمش با نام «پر از عشق» (به فرانسوی: Trop plein d'amour) را بازی کرد که موفقیت چشم‌گیری نداشت اما این فیلم باعث جذب فیلمسازان فرانسوی نسبت به او شد و در فیلم‌های معروف فرانسوی نیز بازی کرد که منجر به شهرت ژنیفر در فرانسه شد. ژنیفر با بازی در فیلم «پسران پرواز» (به انگلیسی: Fly Boys) در کنار جیمز فرانکو ایفای نقش کرد.

## فیلموگرافی
- یتیم (۲۰۱۶)
- لولو و جیمی (۲۰۰۷) در نقش لولو
- تلفن جهنمی (۲۰۰۷) در نقش انگی
- Jeanne Poisson, Marquise de Pompadour (۲۰۰۶) در نقش لا دافین
- پسران پرواز (۲۰۰۶) در نقش لوسین
- Amants du Flore, Les (۲۰۰۶) در نقش مارینا
- Jeune homme (۲۰۰۶) در نقش آلودی دامولین
- Une femme d'honneur in episode Les liens du sang (۲۰۰۵) در نقش لاتیتیا سروانتس
- Jeux de haute société در نقش مادام بلانچه
- پر از عشق (۲۰۰۳) در نقش نوئمی